# Вогнівка акацієва
Вогнівка акацієва (Etiella zinckenella) — вид лускокрилих комах з родини вогнівок (Pyralidae). Мешкає в тропіках і субтропіках. Довжина тіла становить 8-11 мм, розмах крил — 19-27 мм. Гусениці живляться бобами мунг, Phaseolus lunatus і іншими бобовими. Вид інтродукований в Америку і Австралію.